# Bjørn Sundquist

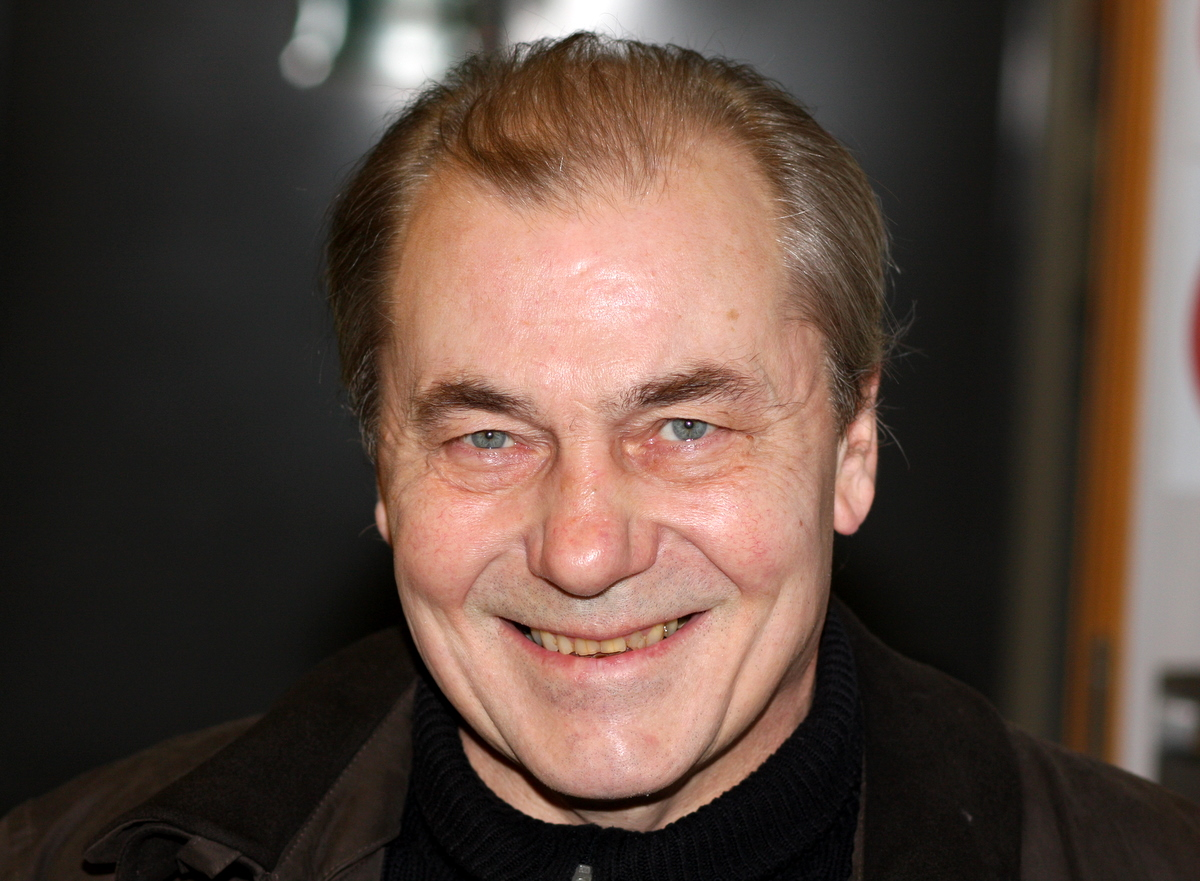
Bjørn Sundquist (2010)

Bjørn Richard Sundquist (* 16. Juni 1948 in Hammerfest) ist ein norwegischer Schauspieler.

## Leben
Bjørn Sundquist ist mütterlicherseits samischer Abstammung. Während seiner Jugend spielte er als Gitarrist in unterschiedlichen Bands. Als Schauspieler zeigte er in unterschiedlichen Rollen immer wieder seine Fähigkeiten als Gitarrist. Seine Schauspielausbildung absolvierte er in Oslo. Seit 1972 ist er als Theaterschauspieler tätig und war unter anderem am Det Norske Teatret und am Nationaltheatret als festes Ensemblemitglied engagiert. 2017 wurde er mit dem Ehrenpreis des Heddaprisen ausgezeichnet.
Sein Leinwanddebüt gab er 1979 in dem von Pål Bang-Hansen inszenierten Drama Kronprinsen. Er spielte die Hauptrolle des Roald, der versucht, seine politische Laufbahn gegenüber korrupten Politikern zu schützen. Seitdem war er in mehr als 130 Film- und Fernsehproduktionen tätig. Sechs Mal wurde er für den norwegischen Filmpreis Amanda als Bester Hauptdarsteller nominiert; dabei wurde er vier Mal, nämlich für Der Fall Feldmann, Sonntagsengel, Sejer – se deg ikke tilbake und Kill Billy, ausgezeichnet.
Sundquist ist seit 1971 verheiratet. Das Paar hat einen gemeinsamen Sohn.

## Filmografie (Auswahl)
- 1979: Kronprinsen
- 1985: Unter dem Nordlicht (Havlandet)
- 1987: Der Fall Feldmann (Feldmann saken)
- 1987: Geheimsache Rubicon (Etter Rubicon)
- 1989: Gefangen in der Tiefe – The Dive (Dykket)
- 1990: Gestrandet (Håkon Håkonsen)
- 1992: Das Herz des Kriegers (Krigerens hjerte)
- 1994: Ein Sommer voller Geheimnisse (Ti kniver i hjertet)
- 1996: Sonntagsengel (Søndagsengler)
- 1997: Der Minister (Sagojoga Minister)
- 1997: Rache für meine Tochter (Salige er de som tørster)
- 1997: Wenn der Postmann gar nicht klingelt (Budbringeren)
- 1999: Evas Auge (Evas øye)
- 2000: Der Schlafwandler (Sleepwalker)
- 2000: Sejer – se deg ikke tilbake
- 2001: Amateure (Amatørene)
- 2002: Ich bin Dina (Jeg er Dina)
- 2002: Pelle das Polizeiauto (Pelle politibil)
- 2004: Der Adler – Die Spur des Verbrechens (Ørnen: En krimi-odyssé, Fernsehserie, eine Folge)
- 2009: Dead Snow (Død snø)
- 2010: Ein Mann von Welt (En ganske snill mann)
- 2011: Norwegische Gemütlichkeit (Koselig med peis, Fernsehserie, drei Folgen)
- 2012: Die Legende vom Weihnachtsstern (Reisen til julestjernen)
- 2012: Gnade
- 2013: Drachenkrieger – Das Geheimnis der Wikinger (Gåten Ragnarok)
- 2013: Hänsel und Gretel: Hexenjäger (Hansel & Gretel: Witch Hunters)
- 2014: Kill Billy (Her er Harold)
- 2015: Zwei Freunde und ihr Dachs (Knutsen & Ludvigsen og den fæle Rasputin)
- 2016: The Last King – Der Erbe des Königs (Birkebeinerne)
- 2020: Ragnarök
- 2021: Drei Haselnüsse für Aschenbrödel (Tre nøtter til Askepott)
- 2024: Håndtering av udøde